# 카젬 샤리아트마다리

세예드 모하마드카젬 샤리아트마다리(페르시아어: سید محمّدکاظم شریعتمداری, 1906년 1월 5일 ~ 1986년 4월 3일)는 이란의 종교지도자로 대아야톨라(آیت‌الله العظمی Âyatollâh-ol-'ozmâ) 지위까지 오른 당대 최고위 성직자였다. 샤리아트마다리는 성직자가 정치에 관여해서는 안 된다고 주장했고, 이란 혁명 이후 라흐바르가 된 아야톨라 루홀라 호메이니를 비판했다. 1982년 호메이니 자택에 폭탄테러를 음모했다는 혐의로 체포되어 죽을 때까지 가택연금에 처해졌다.